# 三菱・500

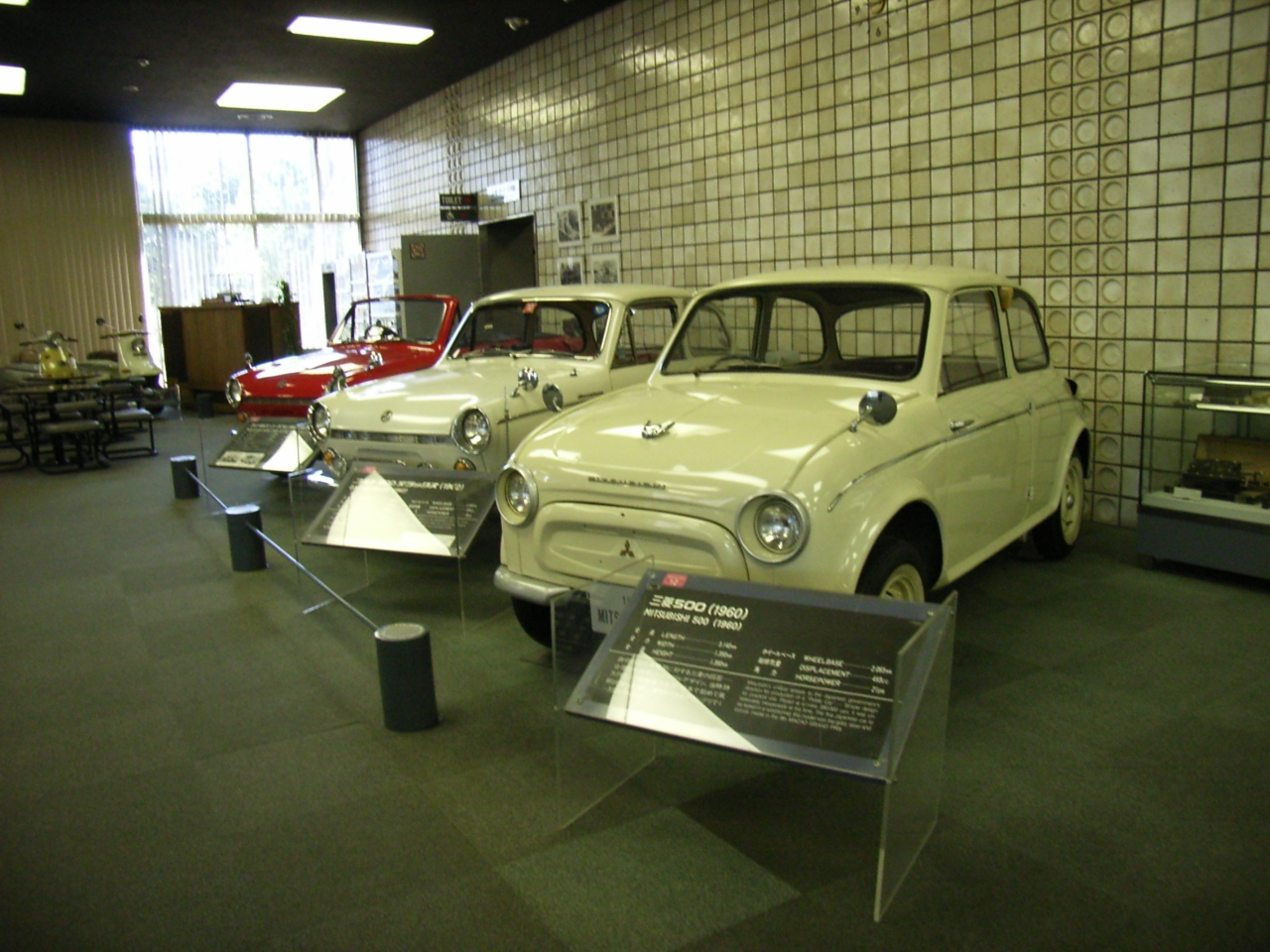
右から三菱500（A10型、1960年）
コルト600（1962年）

三菱・500、コルト600は、三菱自動車工業の前身である三菱重工業（当初は新三菱重工業）が1960年から1962年まで製造していた乗用車である。

## 概要
新三菱重工業名古屋製作所で開発され、自動車製造に着手した三菱にとって3番目にあたる。1番目はA型リムジン（フィアット・ゼロのコピー）、2番目はヘンリーJ（カイザー・フレイザーのノックダウン）で、本車が三菱独自の初めての乗用車であった。
1955年に通商産業省が打ち出した国民車構想に対応し、新三菱重工業が初めて自社で開発した4輪乗用車。（3輪乗用車は既に製造していた）戦時中、軍用機を製造していた三菱重工名古屋製作所は、GHQにより国内の航空機の製造が禁止されたため、民需への転換を図り自動車生産を開始。ジープのノックダウン生産などに続いて手掛けたのが三菱500であった。
戦時中は航空機を設計していたエンジニア達が設計にあたり、当時のヨーロッパの小型車を手本にした合理的な設計の実用的リヤエンジン車であった。
1960年に発売されたが販売は低調で、発売2年後には大幅な変更を施したコルト600へと繋げたものの、これも成功には至らなかった。しかし、三菱500は三菱が乗用車事業に初めて本格的に参入し、その後の三菱自動車工業へと繋がる第一歩の車となった。

## モデル別解説

### 三菱・500（1960年-1962年）

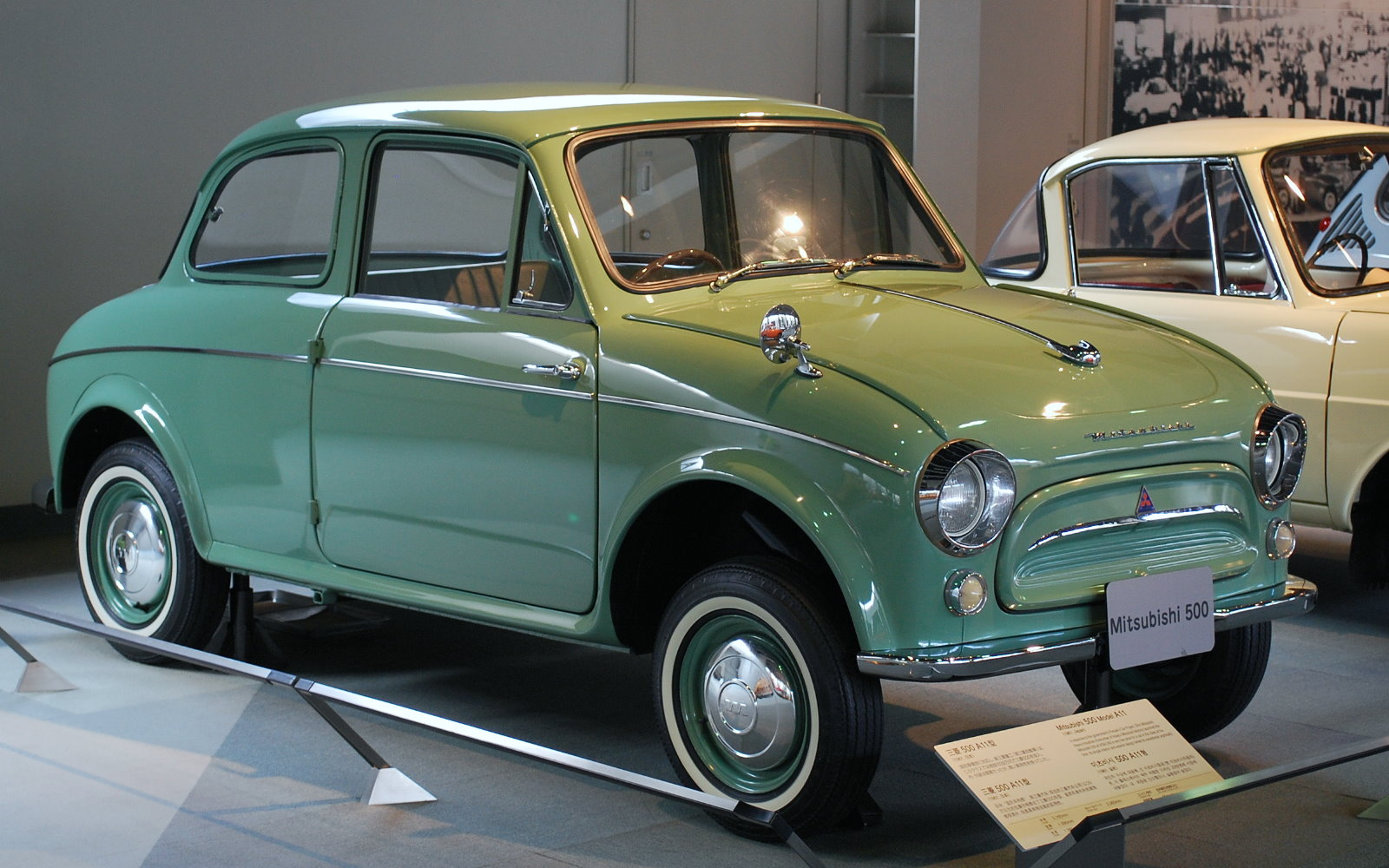
三菱・500（A11型）

三菱重工業の戦後初の自社製作乗用車として、1960年4月に三菱・500を発売。ボディタイプは2ドアセダン。全長3,140 mm、全幅1,390 mm、全高1,380 mm、ホイールベース2,065 mm、車両重量490 kgで燃料タンク容量20リットルであった。
エンジンはソレックスキャブレター1個付のNE19型、空冷、直列2気筒OHV、排気量493 ccで、最高出力は21 PS/5,000 rpm、最大トルクは3.4 kg·m/3,800 rpm。3速マニュアルトランスミッションを介した最高速度は90 km/hであった。サスペンションは前後ともトレーリングアームとコイルスプリングの組み合わせで、タイヤサイズは5.20－12（インチ）、同年10月に三角窓付きのDXを追加した。
1961年8月には、車名は500のまま、エンジンを25馬力・594 ccのNE35A型に変更した、スーパーDXを追加した。ところが市場での人気には至らず、三菱500は短期間で製造中止となった。生産台数は1万3289台
これらは、排気量はもちろんのこと、ボディサイズの面でも、現在では軽自動車の枠内となっている。
三菱・500が発売された当時、この車のイメージキャラクターとしてハナ肇とクレージーキャッツが起用されていた。

### 三菱コルト600（1962年-1965年）

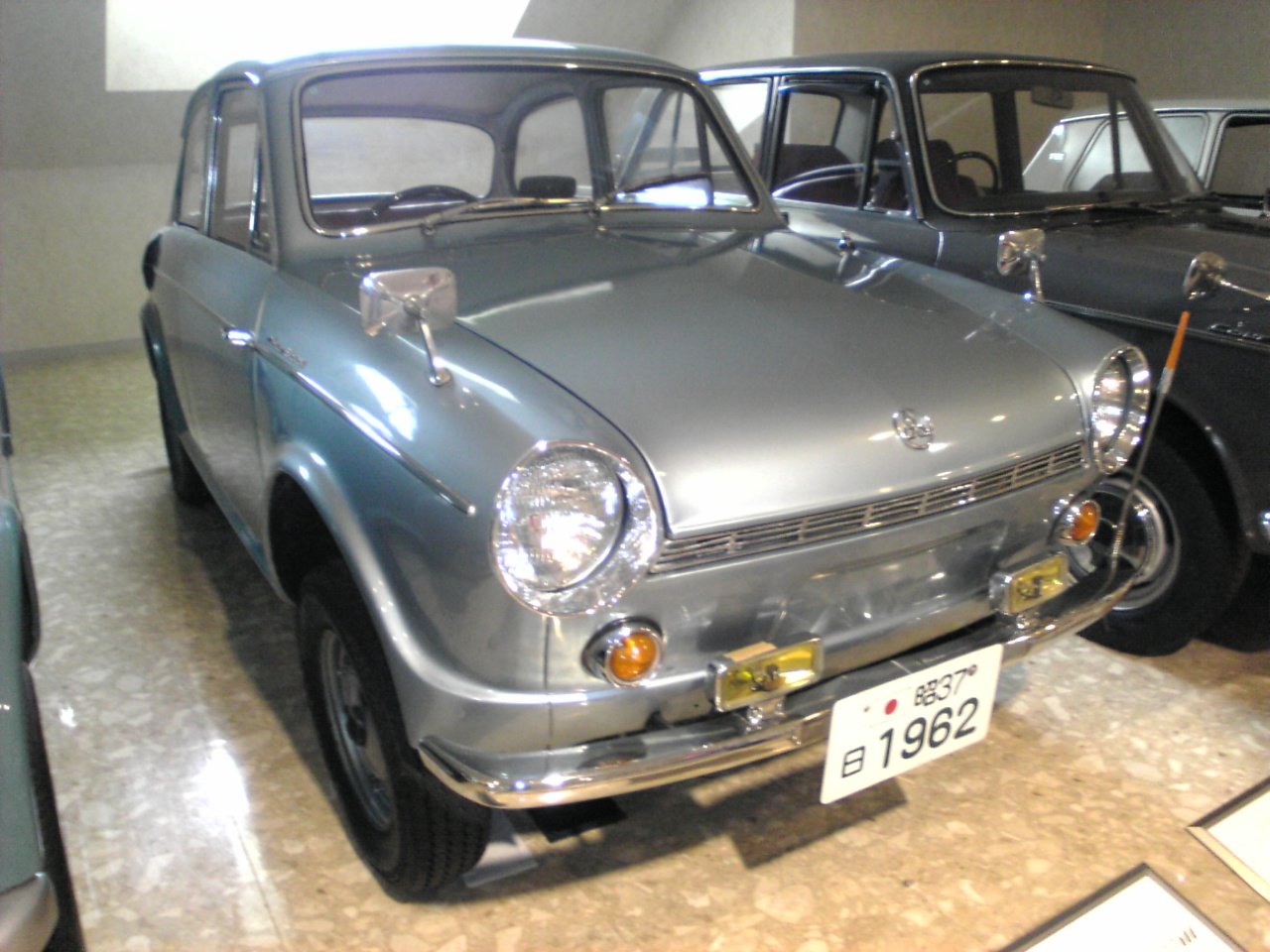
コルト600

販売不振を挽回するべく1962年にビッグマイナーチェンジを行い、車体前後と内装を変更した上、車名もコルト600としてイメージを一新。「コルト」が初めて採用されたモデルでもある。
外観はテールフィンの付いたアメリカ車イメージとし、フロントフェンダーにエッジを付ける等してそれまでの丸みをおびたスタイルから大きく変身した。
エンジンは三菱・500スーパーDXと同じ排気量594ccで、型式はNE35B型と変更になったが性能は同じであった。シフトレバーの配置はフロアからコラムになり、シフトパターンも工型だったものが、一般的なH型に変更となった。
生産台数は3年間で1万3739台で、販売台数を挽回するには至らず、1965年にコルト800の発売に伴い生産を終了した。